# Heleno Faísca
Heleno dos Santos Alves, mais conhecido como Heleno Faísca (São Vicente, 23 de agosto de 1978), é um ex-futebolista brasileiro, que atuava como volante ou zagueiro.

## Carreira
Jogou pelo São Vicente, América-SP e Vila Nova-GO, onde conquistou o Campeonato Goiano de 2005 e recebeu o apelido de "Faísca".
Nesse mesmo ano, é apresentado pelo Santos para a disputa do Brasileirão. Pelo clube, conquistou o Campeonato Paulista de 2006 e ao final do ano não teve o contrato renovado.
Em 2008, volta ao Vila.
Entre 2009 e 2012, atuou pelo Ceará. No clube, Heleno ganhou o apelido de Spiderman Alvinegro, por parecer muito com o lutador Anderson Silva. O primeiro gol de Heleno pelo clube aconteceu na 28ª rodada do Campeonato Brasileiro de 2010, quando o Ceará venceu a equipe do Internacional por 1 x 0, jogando no estádio Castelão.
Ajudou o clube a conquistar o Campeonato Cearense em 2011 e 2012, além do acesso à Série A em 2009. Em 2012, na sua última temporada pelo clube, começou a perder espaço no clube com o fim do Campeonato Cearense e, na Série B, começou a ficar na reserva e só voltou ao time titular em poucos jogos. Teve seu contrato encerrado em 30 de novembro de 2012 e não renovou com o clube.
Em dezembro de 2012, acertou para 2013, com o Rio Verde-GO.
Em março de 2013, acertou com o Penapolense. Em agosto de 2013, Heleno negociou com dois times cearense, Fortaleza (o qual Heleno escolheu) e o Icasa (time em qual Heleno estava praticamente certo). Após o desastre, de perder nos minutos finais, e desperdiçar a chance de seguir na fase da Série C, Heleno teve seu contrato rescindido, junto com outros 12 jogadores.
Acertou sua volta para o Penapolense junto com o jogador Guaru (ambos estavam no Fortaleza).
Em 2015, teve contrato com a Matonense.

## Estatísticas
Até 29 de março de 2015.
| Clube             | Temporada         | Campeonato nacional | Campeonato nacional | Copa nacional[a] | Copa nacional[a] | Competições continentais[b] | Competições continentais[b] | Campeonatos Estaduais[c] | Campeonatos Estaduais[c] | Total | Total |
| Clube             | Temporada         | Jogos               | Gols                | Jogos            | Gols             | Jogos                       | Gols                        | Jogos                    | Gols                     | Jogos | Gols  |
| ----------------- | ----------------- | ------------------- | ------------------- | ---------------- | ---------------- | --------------------------- | --------------------------- | ------------------------ | ------------------------ | ----- | ----- |
| Ceará             | 2009              | 31                  | 0                   | -                | -                | -                           | -                           | -                        | -                        | 31    | 0     |
| Ceará             | 2010              | 27                  | 1                   | 2                | 0                | -                           | -                           | 17                       | 0                        | 46    | 1     |
| Ceará             | 2011              | 31                  | 0                   | 2                | 0                | 2                           | 0                           | 16                       | 0                        | 51    | 0     |
| Ceará             | 2012              | 18                  | 1                   | 2                | 0                | -                           | -                           | 22                       | 0                        | 42    | 1     |
| Ceará             | Total             | 107                 | 2                   | 6                | 0                | 2                           | 0                           | 55                       | 0                        | 170   | 2     |
| Rio Verde-GO      | 2013              | -                   | -                   | -                | -                | -                           | -                           | 8                        | 1                        | 8     | 1     |
| Rio Verde-GO      | Total             | -                   | -                   | -                | -                | -                           | -                           | 8                        | 1                        | 8     | 1     |
| Penapolense       | 2013              | 7                   | 0                   | -                | -                | -                           | -                           | 12                       | 0                        | 19    | 0     |
| Penapolense       | Total             | 7                   | 0                   | -                | -                | -                           | -                           | 12                       | 0                        | 19    | 0     |
| Fortaleza         | 2013              | 5                   | 0                   | -                | -                | -                           | -                           | -                        | -                        | 5     | 0     |
| Fortaleza         | Total             | 5                   | 0                   | -                | -                | -                           | -                           | -                        | -                        | 5     | 0     |
| Penapolense       | 2014              | -                   | -                   | -                | -                | -                           | -                           | 7                        | 0                        | 7     | 0     |
| Penapolense       | Total             | -                   | -                   | -                | -                | -                           | -                           | 7                        | 0                        | 7     | 0     |
| Matonense         | 2015              | -                   | -                   | -                | -                | -                           | -                           | 8                        | 0                        | 8     | 0     |
| Matonense         | Total             | -                   | -                   | -                | -                | -                           | -                           | 8                        | 0                        | 8     | 0     |
| Total na carreira | Total na carreira | 119                 | 2                   | 6                | 0                | 2                           | 0                           | 90                       | 2                        | 217   | 3     |

- a. ^ Jogos da Copa do Brasil
- b. ^ Jogos de Torneios Internacionais
- c. ^ Jogos do Campeonato Estadual

## Títulos
América-SP
- Campeão do Rebolo do Campeonato Paulista: 2003

Vila Nova
- Campeonato Goiano: 2005

Santos
- Campeonato Paulista: 2006

Sport
- Campeonato Pernambucano: 2007

Ceará
- Campeonato Cearense: 2011, 2012

### Outras conquistas
Ceará
- Troféu Chico Anysio: 2012

Penapolense
- Campeonato Paulista do Interior: 2014

### Campanhas em destaques
Ceará
- Acesso para o Campeonato Brasileiro Série A: 2009

## Marcas pessoais
Ceará
- Melhor Volante Direito do Campeonato Cearense: 2012